# Sainte-Florence (Vendée)
Sainte-Florence ist eine französische Gemeinde mit 1.338 Einwohnern (Stand: 1. Januar 2022) im Département Vendée in der Region Pays de la Loire. Sie gehört zum Arrondissement La Roche-sur-Yon und ist Mitglied im Gemeindeverband Communauté de communes du Pays de Saint-Fulgent Les Essarts. Die Einwohner werden Florentins und Florentines genannt.

## Geografie
Sainte-Florence liegt in der Région naturelle Bocage vendéen etwa 25 Kilometer nordöstlich von La Roche-sur-Yon. Der Fluss Le Douet mit seinen Quellgewässern durchquert das Gemeindegebiet. Der Ruisseau du Molinet et de la Revoilerie bildet die natürliche Grenze zur südlichen Nachbargemeinde Sainte-Cécile.
Umgeben wird Sainte-Florence von den fünf Nachbargemeinden:
| Saint-André-Goule-d’Oie |                                             | Vendrennes |
| Essarts en Bocage       | Kompassrose, die auf Nachbargemeinden zeigt | L’Oie      |
|                         | Sainte-Cécile                               |            |

## Geschichte
Der Erlass des Präfekten vom 5. Oktober 2015 legte mit Wirkung zum 1. Januar 2016 die Eingliederung von Sainte-Florence als Commune déléguée zusammen mit den früheren Gemeinden Boulogne, Les Essarts und L’Oie zur neuen Commune nouvelle Essarts en Bocage fest.
Gemäß dem Erlass des Präfekten vom 19. Oktober 2023 wurde Sainte-Florence mit Wirkung vom 1. Januar 2024 aus der Commune nouvelle herausgelöst und ist seitdem wieder eine selbstständige Gemeinde.

## Bevölkerungsentwicklung

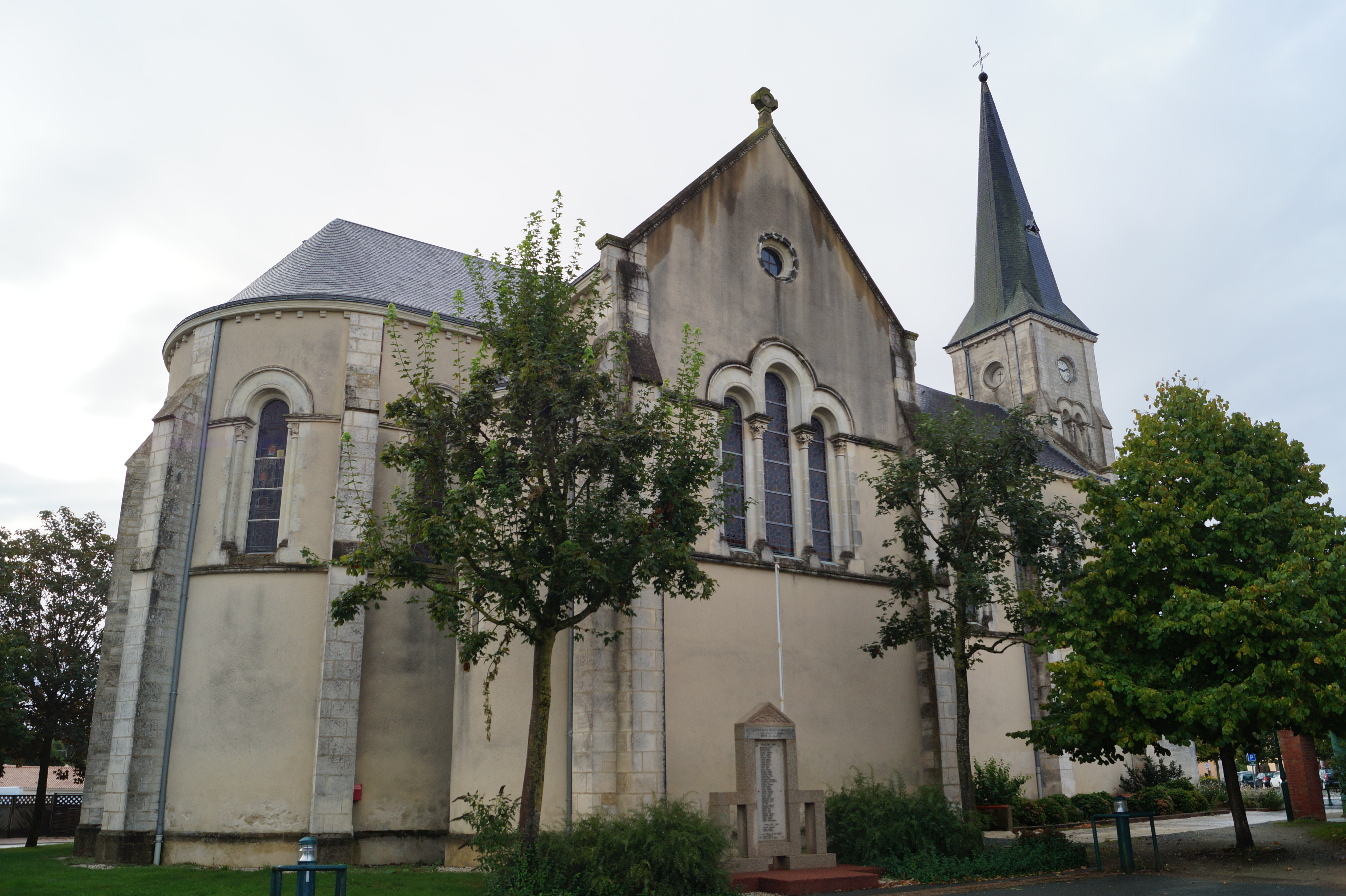
Kirche Sainte-Florence

| Sainte-Florence: Einwohnerzahlen von 1800 bis 2021                                                                         | Sainte-Florence: Einwohnerzahlen von 1800 bis 2021 | Sainte-Florence: Einwohnerzahlen von 1800 bis 2021 | Sainte-Florence: Einwohnerzahlen von 1800 bis 2021 | Sainte-Florence: Einwohnerzahlen von 1800 bis 2021 |
| --- | -------------------------------------------------- | -------------------------------------------------- | -------------------------------------------------- | -------------------------------------------------- |
| Jahr |                                                    |                                                    |                                                    | Einwohner                                          |
| 1800 | 1800                                               |                                                    | 567                                                | 567                                                |
| 1806 | 1806                                               |                                                    | 993                                                | 993                                                |
| 1821 | 1821                                               |                                                    | 1.223                                              | 1.223                                              |
| 1831 | 1831                                               |                                                    | 1.076                                              | 1.076                                              |
| 1836 | 1836                                               |                                                    | 1.369                                              | 1.369                                              |
| 1841 | 1841                                               |                                                    | 1.424                                              | 1.424                                              |
| 1846 | 1846                                               |                                                    | 1.515                                              | 1.515                                              |
| 1851 | 1851                                               |                                                    | 1.547                                              | 1.547                                              |
| 1856 | 1856                                               |                                                    | 1.537                                              | 1.537                                              |
| 1861 | 1861                                               |                                                    | 1.598                                              | 1.598                                              |
| 1866 | 1866                                               |                                                    | 1.550                                              | 1.550                                              |
| 1872 | 1872                                               |                                                    | 1.580                                              | 1.580                                              |
| 1876 | 1876                                               |                                                    | 1.572                                              | 1.572                                              |
| 1881 | 1881                                               |                                                    | 1.665                                              | 1.665                                              |
| 1886 | 1886                                               |                                                    | 1.710                                              | 1.710                                              |
| 1891 | 1891                                               |                                                    | 1.786                                              | 1.786                                              |
| 1896 | 1896                                               |                                                    | 835                                                | 835                                                |
| 1901 | 1901                                               |                                                    | 794                                                | 794                                                |
| 1906 | 1906                                               |                                                    | 790                                                | 790                                                |
| 1911 | 1911                                               |                                                    | 751                                                | 751                                                |
| 1921 | 1921                                               |                                                    | 674                                                | 674                                                |
| 1926 | 1926                                               |                                                    | 674                                                | 674                                                |
| 1931 | 1931                                               |                                                    | 627                                                | 627                                                |
| 1936 | 1936                                               |                                                    | 664                                                | 664                                                |
| 1946 | 1946                                               |                                                    | 663                                                | 663                                                |
| 1954 | 1954                                               |                                                    | 624                                                | 624                                                |
| 1962 | 1962                                               |                                                    | 660                                                | 660                                                |
| 1968 | 1968                                               |                                                    | 685                                                | 685                                                |
| 1975 | 1975                                               |                                                    | 647                                                | 647                                                |
| 1982 | 1982                                               |                                                    | 724                                                | 724                                                |
| 1990 | 1990                                               |                                                    | 730                                                | 730                                                |
| 1999 | 1999                                               |                                                    | 857                                                | 857                                                |
| 2006 | 2006                                               |                                                    | 975                                                | 975                                                |
| 2013 | 2013                                               |                                                    | 1.204                                              | 1.204                                              |
| 2021 | 2021                                               |                                                    | 1.333                                              | 1.333                                              |
| Quelle(n): EHESS/Cassini bis 1999, INSEE ab 2006 Anmerkung(en): Ab 1962 offizielle Zahlen ohne Einwohner mit Zweitwohnsitz |                                                    |                                                    |                                                    |                                                    |

## Sehenswürdigkeiten
- Kirche Sainte-Florence aus dem 19. Jahrhundert
- Herrenhaus Le Grand Logis aus dem 16. Jahrhundert

## Bildung
Die Gemeinde verfügt über eine private Vor- und Grundschule „Sainte Marie“.

## Wirtschaft
Sainte-Florence liegt in den Zonen AOC der Butter mit den Appellationen
- Beurre Charentes-Poitou,
- Beurre des Charentes und
- Beurre des Deux Sèvres.[8]

## Verkehr
Die Departementsstraße 160, die ehemalige Route nationale 160, durchquert die Gemeinde von Südwest nach Nordost und verbindet sie mit La Roche-sur-Yon über Essarts en Bocage im Südwesten und Cholet über Vendrennes im Nordosten. In der Nähe des Zentrums von L’Oie kreuzt sie die Departementsstraße 137, die ehemalige Route nationale 137, die in nördlicher Richtung bis nach Nantes und in südlicher Richtung bis nach La Rochelle geführt wird. Nächstgelegener Zugang zum Autobahnnetz ist die Anschlussstelle zur Autoroute A 83 in Essarts en Bocage in etwa vier Kilometer Entfernung. Weitere Land- und lokale Departementsstraßen führen zu weiteren Nachbargemeinden von Sainte-Florence.
Zwei Buslinien des öffentlichen Transportnetzes Aléop der Region Pays de la Loire von Cholet nach La Roche-sur-Yon und von Chantonnay nach Montaigu-Vendée verbinden Sainte-Florence mit anderen Gemeinden der Region und zu Bahnhöfen der SNCF.